# Gareila birmanica
Gareila birmanica är en stekelart som beskrevs av Heinrich 1980. Gareila birmanica ingår i släktet Gareila, och familjen brokparasitsteklar. Inga underarter finns listade.